# AC Pisa
Az Associazione Calcio Pisa 1909, rövidítve AC Pisa Calcio 1909 egy olasz labdarúgócsapat, a 2016–17-es bajnokságtól a másodosztályban szerepel.

## Története
Associazione Calcio Pisa 1909 (korábban Pisa Calcio) egy olasz labdarúgóklub Pisában, Toszkánában. A klubot 1909-ben alapították Pisa SC néven, majd 1994-ben Pisa Calcio néven újraalakult a csapat, a hatodosztályban kezdve szereplését. Jelenlegi nevét 2009 óta használja. Kétszer nyerte meg a Mitropa kupát 1986-ban és 1988-ban. Haza mérkőzéseit a Arena Garibaldi – Stadio Romeo Anconetani stadionban játssza, a pálya a klub 80-as évekbeli korábbi elnökéről, Romeo Anconetaniról kapta a nevét. 2008-ban elbukták az osztályozót az US Lecce ellen, így nem tudtak feljutni a Seria A-ba, jelenleg a másodosztályban szerepelnek.

## Magyarok a klubban
Ging József az 1910-es és 1920-as években játszott Olaszországban, többek közt az AC Pisában, visszavonulása után többször edzője is volt a klubnak. Rajczi Péter a 2007-08-as szezonban szerepelt az akkor másodosztályú csapatban, a 2015-16-os szezonban az Atalanta BC kölcsönjátékosaként Forgács Dávid szerepelt a csapatban. 2021-től Nagy Ádám többszörös válogatott játékos játszik a csapatban.

## Külső hivatkozások
- A klub hivatalos honlapja